# Kryogene (Physiologie)
Als endogene Kryogene (von altgriechisch κρύος kryos „Kälte, Frost, Eis“ und -gen; wörtlich „Kälteerzeuger“)  werden in der Physiologie Zytokine oder Hormone bezeichnet, die im Sinne einer Temperaturerniedrigung der Körperkerntemperatur auf die Thermoregulation einwirken. Eine Untergruppe von ihnen sind endogene Antipyretika, die erniedrigend auf die Körperkerntemperatur nur im Rahmen einer Fieberreaktion wirken können, also eine Fieberreaktion begrenzen. Zu ihnen gehören Interleukin-10, Vasopressin, Melanozyten-stimulierendes Hormon und Glukokortikoide sowie unter manchen Bedingungen auch das Pyrogen Tumornekrosefaktor.